# 改良劇

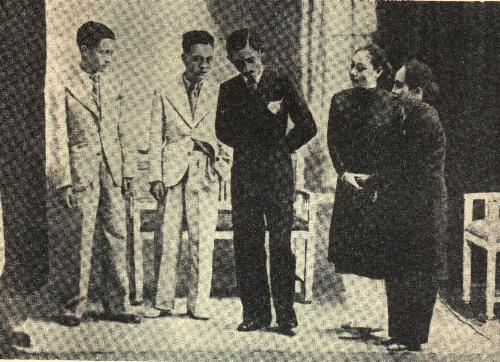
演出中的改良剧团（1931年）

改良劇（越南语：／）是越南一種現代民間戲劇形式，融合了越南南部民歌、樂調，以及傳統㗰劇的一些特點。伴奏除使用传统乐器外，还会用越南吉他、贝斯、管乐器、钢琴、风琴、爵士鼓等西洋乐器。

## 歷史
改良劇誕生於20世紀早期的越南南部，1930年代，在法國殖民地區的中產階層中廣受歡迎，現代以來成為國家戲劇的重要形式之一。與其他劇種不同，改良劇持續盛行於民間，直至1980年代達到高潮。改良劇題材廣泛，包羅萬象，至今仍有不少新劇目誕生，且受到政府部門的重視和推廣。
2020年9月28日，Google越南发布了紀念改良劇問世的涂鸦，以紀念改良劇問世。